# Xi Ling-Shi
Xi Ling-Shi eller Xilingshi (kinesiska: 嫘祖; pinyin: Léi Zǔ) var en legendarisk kinesisk kejsarinna, hustru till Huang-Di, som ska ha levt på 2700-talet f.Kr. Enligt legenden ska hon ha upptäckt silket och uppfunnit silkesvävningen.